# Ceyroux
 Ceyroux  es una localidad y comuna de Francia, en la región de Lemosín, departamento de Creuse, en el distrito de Guéret y cantón de Bénévent-l'Abbaye.
Su población en el censo de 1999 era de 107 habitantes.
Está integrada en la Communauté de communes de Bénévent-Grand-Bourg.

## Demografía
| 229 | 266 | 203 | 181 | 135 | 107 |
| Para los censos de 1962 a 1999 la población legal corresponde a la población sin duplicidades (Fuente: INSEE [Consultar]) |     |     |     |     |     |